# Ниссен, Альма
Альма Ниссен (дат. Alma Nissen 1897—1991) — деятельница общественного движения за альтернативную медицину на основе холистического (то есть целостного в отличие от симптоматического лечения отдельных органов) подхода к здоровью человека, здорового питания и здорового образа жизни.

## Биография
Альма Ниссен родилась и выросла в Дании, но многие годы жила и работала в Швеции, где она помогла многим людям из разных стран в своём частном санатории «Брандал» (Brandals Hälsohem).
Ещё в детском возрасте перенесла тяжёлый ревматизм. Утверждается, что её состояние улучшилось от употребления картофельного отвара, которым её поила мать.
Новое обострение пришло уже в зрелом возрасте. Многократно лежала в больницах и принимала много всяких лекарств. Её состояние постепенно ухудшалось. В то же время появлялись всё новые и новые недуги. Очень тяжело протекала беременность. В конце концов она все-таки родила дочь, но после этого в результате многих осложнений оказалась прикованной к постели на 8 лет.
Вспомнила про материнское лечение картофельным отваром. Снова использовала этот отвар с добавлением сельдерея и петрушки при варке картофеля. Кроме того, она использовала лечебный (целебный) пост. Также употреблялись свежие яблоки и чеснок, а также разрешалось употребление гибискового чая (каркаде) или настоя лекарственных трав. Большое значение она отводила также свежему воздуху во время сна и прогулкам на лоне природы.
В результате она утверждала, что совершенно выздоровела, окончила Копенгагенский университет и с помощью одного благодетеля открыла частный санаторий в Швеции, в котором для лечения использовались те же природные средства, которые, по её утверждению, вылечили её саму. Она работала там в течение нескольких десятилетий и сумела помочь тысячам больных из разных стран мира.

### На датском языке
- «Загадка ревматизма отгадана (Gigtens gåde er løst)».
- «Лечение постом, лечение астмы и бронхита (Faste- og astma- og bronkitiskure)».
- Петер Лаурсен (Peter Laursen) «Альма Ниссен — загадка ревматизма и другие курсы оздоровительного лечения (Alma Nissen — gigtens gåde og andre helsekure)».

### На шведском языке
- «Так я лечу ревматизм, желчнокаменную болезнь, псориаз, экзему, астму, мигрень и т. д. (Så botar jag reumatism, gallsten, psoriasis, eksem, astma, migrän m.m.)»

### На русском языке
- Художественная книга болгарского автора об Альме Ниссен в свободном доступе: Димитр Коруджиев «Дом Альмы» (недоступная ссылка)  (недоступная ссылка с 16-05-2013 [4472 дня]).
- Статья шведского журналиста Эскила Свенссона «Госпожа Альма Ниссен» в переводе со шведского в свободном доступе: .
- Статья «Альма Ниссен и её лечение чесноком» в переводе со шведского в свободном доступе  (недоступная ссылка).
- Статья «Лечение постом Альмы Ниссен» в переводе с датского в свободном доступе .
- Статья «Картофельное лечение Альмы Ниссен в новом издании» в переводе с датского в свободном доступе  (недоступная ссылка).